# Liufu, Henan
Liufu (kinesiska: 留福, 留福镇) är en köping i Kina. Den ligger i provinsen Henan, i den centrala delen av landet, omkring 230 kilometer sydost om provinshuvudstaden Zhengzhou.
Genomsnittlig årsnederbörd är 1 047 millimeter. Den regnigaste månaden är augusti, med i genomsnitt 224 mm nederbörd, och den torraste är januari, med 13 mm nederbörd.